# Lepista tomentosa
Lepista tomentosa är en svampart som tillhör divisionen basidiesvampar, och som beskrevs av Meinhard (Michael) Moser. Lepista tomentosa ingår i släktet Lepista, och familjen Tricholomataceae. Arten är reproducerande i Sverige.